# Jefim Samojlovič Fradkin
Jefim Samojlovič Fradkin (rusko Ефим Самойлович Фрадкин), ruski fizik, * 24. februar 1924, Ščedrin, Sovjetska zveza (sedaj Belorusija), † 25. maj 1999, Moskva, Rusija.
Fradkin je bil strokovnjak na področju fizike osnovnih delcev, kvantne teorije polja in kvantne statistike. Doktoriral je leta 1960 pod Ginzburgovim mentorstvom. Leta 1990 je postal član Sovjetske akademije znanosti.

## Življenje in delo
Med letoma 1942 in 1947 je služboval v Rdeči armadi. Sodeloval je pri izdelavi prve sovjetske vodikove bombe (RDS-6s). Bil je eden od največkrat navajanih sovjetskih in ruskih fizikov. V svojih delih so Fradkin, Batalin in Vilkoviski, Voronov in Tjutin razvili splošno metodo kvantizacije umeritvenih teorij splošne vrste.

## Priznanja

### Nagrade
Leta 1953 je prejel Stalinovo nagrado, leta 1980 kot prvi Tammovo nagrado, leta 1988 skupaj z Grossom Diracovo medaljo in leta 1996 zlato medaljo Saharova.

## Izbrana dela
- Gitman, Dimitrij Maksimovič; Fradkin, Jefim Samojlovič; Švarcman, Šmarju Mordkovič (1991), Квантовая электродинамика с нестабильным вакуумом, Moskva: Nauka, ISBN 5-02-014342-1
- Fradkin, Jefim Samojlovič; Palchik, M. Ya. (1996), Conformal Quantum Field Theory in D-dimensions, Dordrecht: Kluwer
- Fradkin, Jefim Samojlovič (2007), Избранные труды по теоретической физике, Moskva: Nauka